# Quetzaltótotl, Tlaquilpa
Quetzaltótotl är en ort i Mexiko.   Den ligger i kommunen Tlaquilpa och delstaten Veracruz, i den sydöstra delen av landet, 230 km öster om huvudstaden Mexico City. Quetzaltótotl ligger 2 598 meter över havet och antalet invånare är 133.
Terrängen runt Quetzaltótotl är lite bergig. Runt Quetzaltótotl är det ganska tätbefolkat, med 93 invånare per kvadratkilometer. Närmaste större samhälle är Zongolica, 17,6 km nordost om Quetzaltótotl. Omgivningarna runt Quetzaltótotl är en mosaik av jordbruksmark och naturlig växtlighet.